# Hainele cele noi ale împăratului
Hainele cele noi ale împăratului (în daneză Kejserens nye klæder) este un basm de Hans Christian Andersen. A fost publicat prima oară în 1837 în volumul Eventyr, fortalte for Børn. Første Samling. Tredie Hefte.
Ca expresie, titlul poveștii se referă la ceva acceptat pe scară largă drept adevărat sau demn de laudă, din cauza lipsei de dorință a individului de a-l critica sau de a fi văzut ca fiind împotriva opiniei publice.

## Poveste
Doi șarlatani ajung la curtea unui împărat care cheltuiește banii poporului pe haine, în detrimentul treburilor de stat. Dându-se drept țesători, ei se oferă să-i confecționeze haine magnifice, invizibile pentru oamenii proști sau incompetenți. Împăratul îi angajează, iar ei își instalează războaiele de țesut și se apucă de lucru. O succesiune de oficiali, apoi împăratul însuși, îi vizitează pentru a le verifica progresul. Toți observă că războaiele de țesut sunt goale, dar se prefac că nu este așa, pentru a nu fi considerați proști.

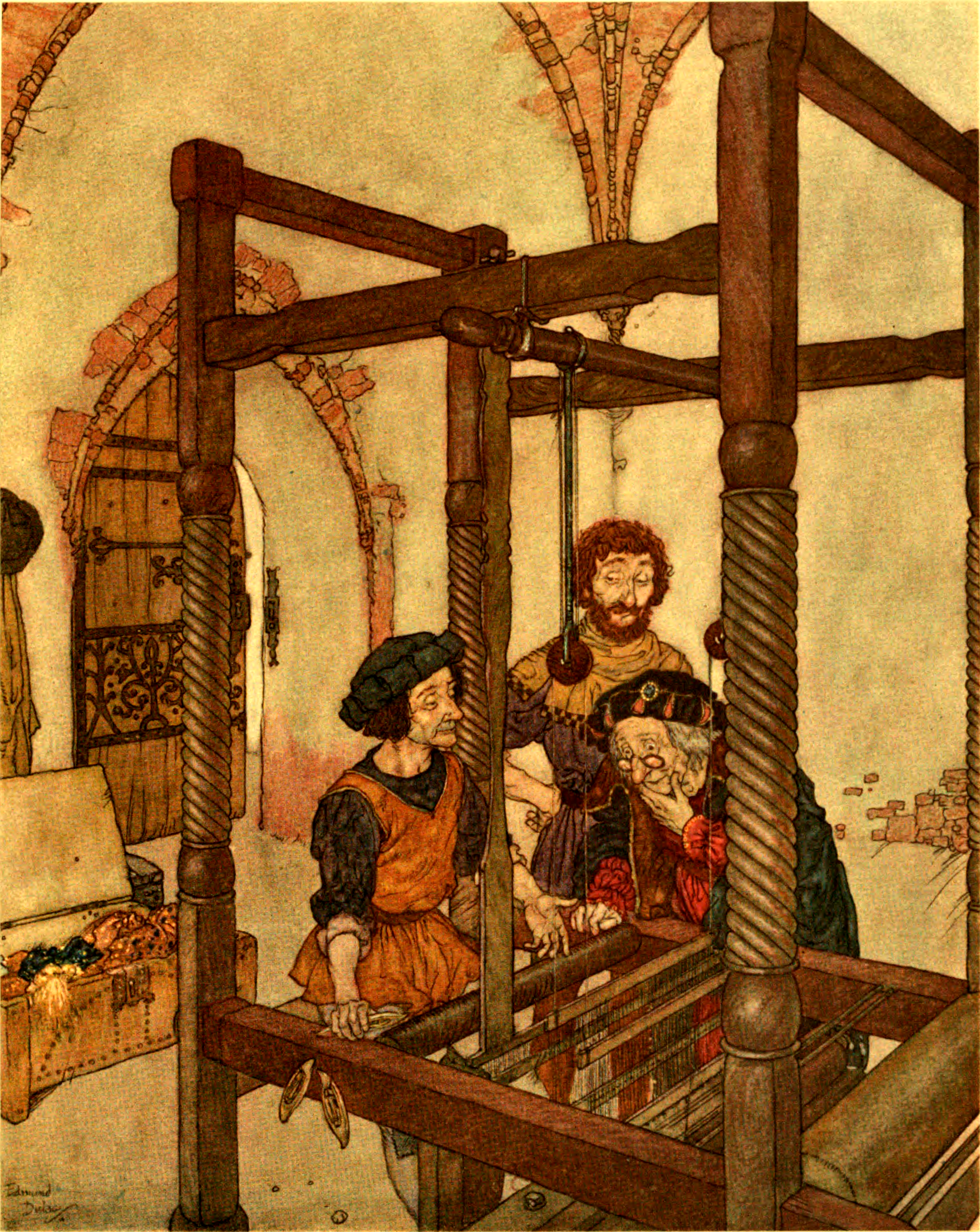
Ilustrație de Edmund Dulac din 1910

În cele din urmă, țesătorii raportează că piesele împăratului sunt gata de purtat. Aceștia mimează că îl îmbracă, iar acesta pornește într-o procesiune în fața întregului oraș. Locuitorii orașului se lasă stânjeniți de întreaga prefăcătorie, nevrând să pară inepți sau proști, până când un copil scoate la iveală faptul că împăratul nu poartă nimic. Oamenii își dau seama atunci că toată lumea a fost păcălită. Deși surprins, împăratul continuă procesiunea, mergând mai mândru ca niciodată.

## Publicare
„Hainele cele noi ale împăratului” a fost publicată pentru prima dată împreună cu „Mica sirenă” la 7 aprilie 1837, de C.A. Reitzel, în Copenhaga, ca al treilea și ultimul episod al Eventyr, fortalte for Børn. Første Samling. Primele două broșuri ale colecției au fost publicate în mai și decembrie 1835, și au fost întâmpinate cu puțin entuziasm de către critici. Andersen a așteptat un an înainte de a publica a treia parte a colecției.
Poveștile tradiționale daneze, precum și basmele populare germane și franceze, erau considerate o formă de exotism în Danemarca secolului al XIX-lea și erau citite cu voce tare în cadrul unor adunări selecte de către actori celebri ai vremii. Poveștile lui Andersen au devenit în cele din urmă parte din repertoriu, iar lectura "Hainelor noi ale împăratului" a devenit o specialitate și un mare succes pentru popularul actor danez Ludvig Phister.

## Vezi și
- Povești nemuritoare, vol. 2

## Legături externe
Materiale media legate de Hainele cele noi ale împăratului la Wikimedia Commons
- "Keiserens nye Klæder". Textul original danez
- "Keiserens nye Klæder". Manuscris de la Muzeul Orașului Odense
- "The Emperor's New Clothes". Traducere din limba engleză de Jean Hersholt
- "The Emperor's New Clothes". Redare audio de către Sir Michael Redgrave
- The Emperor's New Clothes carte audio din domeniul public la LibriVox